# Anomis serrata
Anomis serrata là một loài bướm đêm trong họ Erebidae.